# ジャリア
『ジャリア』は、ますむらひろしによる日本の漫画作品。1991年 - 1993年、こども時刻表（河出書房）に連載された。単行本は全1巻。
ますむらひろしの代表作『アタゴオル』の外伝的作品で、主人公の時王は『アタゴオルは猫の森』にも登場した。タイトルの「ジャリア」は、舞台となる地域の名前だが、作中では「小僧」をさす言葉としても使われている。

## あらすじ
ジャリアに住む晶太は、伝説の鉱物都市「ペルドオラ」を見つけることを夢見ていた。そんなある日、修行のためにジャリアにやってきたという時王と出会う。
　

## 登場キャラクター
時王
主人公の猫の少年で、フルネームはアラトリ時王。大地のエネルギーを操る能力を持つ。呪文の修行のために、雪望山（ゆきのぞみやま）からジャリアにある水待ち森に引っ越してきた。修行をさぼったり、呪文の意味を調べずに使ってみたりと悪戯好きな性格だが、計り知れない才能を持っている。
晶太
時王と友達になった人間の少年で、時王のクラスメート。両親は銀しぶき海のパポンガ島で仕事をしており、猫の針堀のもとで生活している。
葉鈴（ぱりん）
時王のお目付け役としてジャリアにやってきた人間の少女。時王の父親のもとで呪文を学んでいる。ニット帽をかぶり、髪を二本のお下げに結んでいる。料理上手だが口うるさい。蜘蛛が苦手で、見ただけで気を失ってしまう。
針堀
晶太の世話をしている猫の老人。晶太からは「じいちゃん」と呼ばれている。
玉乗
晶太や時王のクラスメイトの猫。家が金持ちで、ペットの象に乗って登校してくる。
横髭
晶太達のクラスメイト。玉乗と共に、老人に誘拐された。
シャノラ
ペルドオラに住む鉱物人間。身体の水晶は谷川の水の中に二千年ほど沈んでいたらしい。鉱物列車で過去へ向かい、自分の生まれた時間に到着したところで身体が崩れた。
粘土の魔法使い
時王が小さい頃に粘土で作り、海岸の洞窟に隠した魔法使いの人形。時王が覚えていることで眠り続けていたが、時王が唱えた復活の呪文で蘇った。老人の姿で玉乗と横髭、葉鈴の三人を誘拐し、土に変えようとしていたが、時王に止められて正体を現し、再び眠りについた。

## ジャリア
物語の舞台となる地域。

### 地名
水待ち森
ジャリアにある森で、時王の実家であるアラトリ家の土地。時王はこの森にある家に住んでいる。
ペルドオラ
伝説に登場する鉱物都市。あらゆるものが鉱物でできており、鉱物人間が生活している。かつて時王の祖先が造り出したが消滅し、時王が再び蘇らせた。トンボ型の飛行機が飛びまわっているが、「心から信じた者にしかみえない町」であるため、森の住民は誰も気付けない。生身の人や猫は鉱物人間とは会話ができず、店の品を持つこともできないが、「自分は遠い昔は鉱物だった」と心の底から思うと買い物ができるようになり、時王が造った石を持っていると会話をすることができる。
蟹々川
ヒゲ魚の釣りスポットの川。
水晶沢
むき出しの水晶が並び、砕けた水晶が地面を覆っている。
鯨山
ジャリアの近くにある大きな山。横に尾鰭の形の小山があるためその名がついた。休火山で、観測所も噴火の予兆を示さなかったが、時王は噴火すると言う胸騒ぎを感じており、その予感は的中して大噴火を起こした。最後の噴火は700年前で、その時にはジャリアの森が一面焼け野原と化した。

### アイテム
植物を操る笛
時王の持ち物の一つで、音色で植物を操れる。
鉱物メガネ
ペルドオラで売っているメガネ。これをかけると、鉱物の音色が聞こえるようになる。晶太と時王はこの眼鏡で、恐竜の全身の化石を発見した。
鉱物の球体
時王が作った、鉱物人間と会話するための道具。水晶やオパールを高熱で合成したもので、鉱物人間の声を聞く耳の代わりとなる。
鉱物列車
鉱物でできた蒸気機関車。さまざまな物の「始まり」に向かい、時間の中を走っていく。窓ガラスは個体を通すため、客席から釣りをすることもできる。時王と晶太は、シャノラとともに列車に乗り、白亜紀の海中を進んでいった。その後、シャノラの始まりに到着したところで崩れ出し、二人は水晶沢で目を覚ました。
呪文の本
アラトリ家に代々伝わる巨大な本。古代スキプ文字で書かれており、複雑な呪文がいくつも載っている。1ページの大きさは人の身の丈よりも大きい。この本の2ページ目に、平面化した葉鈴が印刷されており、ページを開いたところで起き上がってきた。

### その他
スキプ族
時王の祖先にあたる種族。銀しぶき海の飛石列島に住んでおり、いくつもの呪文を使っていた。
火山の呪文
呪文の本の1ページ目に書かれた呪文。最後に人名を入れて唱えることで、その人物の前で名前を呼ぶと、その場に小さな火山ができる。火山は名前の主の感情と連動しており、寝ている間は活動が大人しくなり、笑うといっせいに噴火する。葉鈴は何度唱えても使えなかったが、時王は一回で使えた。
壺の呪文
壺を作り、その中に自分の力を閉じ込める呪文。できる壺の大きさは身体の半分ほどだが、時王が唱えた時は巨大な壺ができた。壺の栓を開けるには別の呪文を唱える必要がある。時王が壺の栓を開けたことで、壺の中にあった時王の心が森に解き放たれ、木の葉の海ができあがった。
クモの呪文
大きなクモを呼び出す呪文。葉鈴に怒られそうになった時王がよく使う。
鉱物のマントの呪文
鉱物のマントを作り、身に纏う呪文。高度な呪文で、練習するのはもっと先の予定だったが、鯨山の噴火を前に急遽習得した。マントを使いこなす者は鉱物界の王になれると言われている。
噴火を止める呪文
鯨山の噴火を止めるために使った呪文。呪文の意味は、「溶岩たちよ、冷えて眠れ。さもなくば、私の胸を通り抜けよ」。呪文によって鉱物製のドラゴンのような姿の怪物が出現して火口に飛び込み、溶岩をすべてチョコレートに変えてしまった。かつてマントを使いこなした者が噴火を止めた際には、溶岩が黄金に変わったらしい。
岩鏡（いわかがみ）
岩の側面に過去の映像を映し出す呪文。人探しの時に使うが、その人物が映らない場合がある。

## サブタイトル一覧
本作では、第1話、第2話…等の表記はない。簡易的に、1、2…と表記する。
1. ペルドオラ
2. 鉱物メガネ
3. 釣り
4. 僕の名前を呼ばないで
5. 僕がうねってる
6. マント
7. ギッシリつまってる

## その他
単行本には、1992年7月に東京都・世田谷区産業振興部産業振興課の小冊子に掲載された『土が歌ってるよ』が収録されている。

## 概巻
- 偕成社、2000年9月発売、ISBN 978-4030148208